# پیانکاستانیایو
پیانکاستانیایو (به ایتالیایی: Piancastagnaio) یک کومونه در ایتالیا است که در استان سیه‌نا واقع شده‌است. پیانکاستانیایو ۶۹٫۷ کیلومتر مربع مساحت و ۴٬۲۶۲ نفر جمعیت دارد و ۷۷۲ متر بالاتر از سطح دریا واقع شده‌است.